# (27688) 1981 EX23
A (27688) 1981 EX23 a Naprendszer kisbolygóövében található aszteroida. Schelte J. Bus fedezte fel 1981. március 7-én.